# Luigi Tenco
Luigi Tenco (Cassine, 21 de março de 1938 — Sanremo, 27 de janeiro de 1967) foi um cantor e compositor italiano, pertencente à chamada "Escola de Gênova".
A sua morte, durante o Festival de Sanremo, em 1967, atribuída a um suicídio, é ainda envolvida em mistério.

## Biografia

### Primeiros Passos
Luigi Tenco nasceu em Cassine, província de Alessandria, na região de Piemonte, em 21 de março de 1938. A mãe, Teresa Zoccola, era viúva. O pai, que se chamava Giuseppe Tenco, morreu em circunstâncias obscuras durante a gravidez de Teresa. 
Algumas fontes, porém, afirmam que Giuseppe na verdade não era seu pai, e que Luigi era fruto de uma relação extra-conjugal da mãe.
Luigi passou os primeiros anos de sua vida entre as cidades de Cassine, Maranzana e Ricaldone, cidade nativa da mãe. Em 1948, a família se transferiu para a Ligúria, primeiramente para Nervi e depois para Gênova, onde Teresa abriu uma loja de vinhos.
Criança precoce, aprendeu a ler e escrever aos três anos de idade. Durante os anos de escola, com alguns amigos, deu vida a vários grupos musicais, com um repertório composto principalmente de jazz e de alguns primeiros exemplos de rock & roll. Luigi começou tocando o clarinete, e depois passou ao sax. Seu primeiro grupo, de 1953, chamou-se Jerry Roll Morton Boys Jazz Band. Entre os participantes, ao banjo, estava Bruno Lauzi, outro expoente da Escola Genovesa. Depois veio a banda I Diavoli del Rock, da qual fez parte também Gino Paoli.
Em 1956, depois de obter o diploma no liceu, para satisfazer os desejos da família, inscreveu-se na faculdade de Engenharia. Naquele mesmo ano, entrou para um grupo chamado Modern Jazz Group, do qual participou Fabrizio De André. Com Marcello Minerbi e Luigi Coppola montou o Trio Garibaldi, uma espécie de banda "emergencial" que substituía grupos que sofriam imprevistos em suas apresentações.
Juntamente com Giorgio Calabrese e Gianfranco Reverberi, compoe Ciao ti dirò, provavelmente o primeiro exemplar de rock italiano. Posteriormente Tenco se exibe no Santa Tecla, em Milão, com Giorgio Gaber, Enzo Jannacci e Reverberi. Depois, no Piccola Baia di Genova, sempre com Gaber e Reverberi.
A sua estreia discográfica, com o grupo I Cavalieri, data de 1959, quando gravaram o disco de 45 rotações que se intitulou Mai, seguido dos discos Mi chiedi solo amore e Amore. Foi nesse período que Tenco adotou o pseudônimo de Gigi Mai.

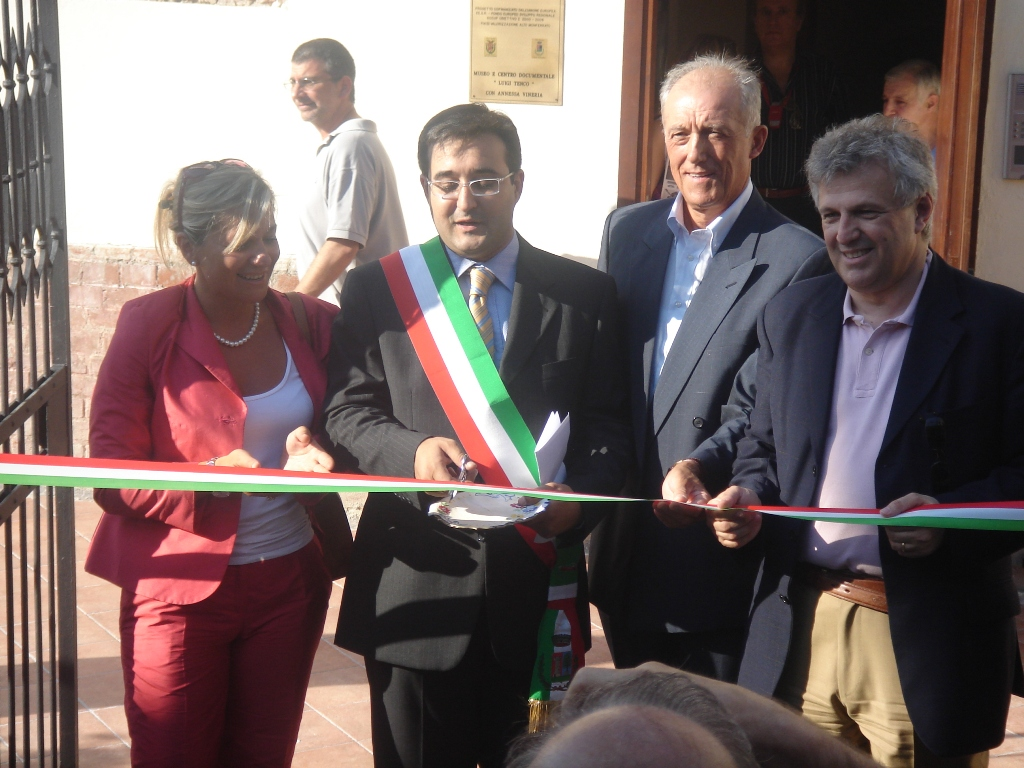
Inauguração do Museu Tenco

### Carreira
Em 1961, foi lançado o seu primeiro disco de 45 rotações, como solista e com seu nome verdadeiro, chamado I miei Giorni Perduti. Em 1962, Tenco obteve um pequeno papel no filme La Cuccagna de Luciano Salce, no qual canta a canção La ballata dell'eroe, composta por Fabrizio De André.
No mesmo ano, foi lançado o primeiro 33 rotações de Tenco, que continha sucessos como Mi sono innamorato di te, Angela e Cara maestra. Esta última canção foi censurada, levando Tenco a ser afastado por dois anos das transmissões da RAI.
Em 1963, rompeu a amizade com Gino Paoli, devido à relação deste com a jovem atriz Stefania Sandrelli, que Tenco não aprovava.
Em setembro do mesmo ano, Tenco foi novamente vítima da censura, com suas canções Io si e Una brava ragazza. Pouco tempo antes, havia abandonado a gravadora Dischi Ricordi, entrando na Jolly.
Em 1965, depois de várias justificativas, cumpriu o serviço militar, apesar de ter passado grande parte desse período afastado por motivos de saúde. Também neste ano, é lançado o segundo álbum, que contém, entre outras, Ho capito che ti amo, Ragazzo mio e a primeira versão de Vedrai Vedrai.
No ano seguinte, assina com a RCA Italiana e grava Un giorno dopo l'altro, que vira trilha sonora da série televisiva Il commissario Maigret. Outros sucessos da época são: Lontano lontano, Uno di questi giorni ti sposerò, E se ci diranno, Ognuno è libero.
Em agosto, na sede da RCA, em Roma, conhece a cantora ítalo-francesa Dalida, que gravava um disco. Em setembro, Tenco vai a Paris junto com alguns funcionários da RCA, para apresentar a Dalida a canção Ciao amore ciao. Daí surgiu, provavelmente a relação entre os dois, e nasce também a ideia de apresentar essa canção no Festival de Sanremo seguinte.
Sempre no mesmo período, colabora com o grupo beat The Primitives, liderado pelo então famoso cantor Mal, para os quais escreve, em colaboração com Sérgio Bardotti, o texto italiano de duas canções: I ain't gonna eat my heart anymore, que virou o grande sucesso intitulado Yeeeeeeh!, e Thunder'n lightnin, traduzida como Johnny no!, que foi inserida no álbum do grupo Blow up.
Em janeiro de 1967, finalmente, Tenco e Dalida se apresentaram no Festival de Sanremo com a cançao Ciao amore ciao, cantada, à moda do tempo, por dois artistas separadamente. Esta não foi apreciada pelo público, portanto, não foi incluída na noite final do Festival, sendo classificada em 12°lugar pelo voto popular. Fracasso também na respescagem, na qual foi favorecida La rivoluzione de Gianni Pettenati, o que deixou Tenco, naturalmente, desiludido.

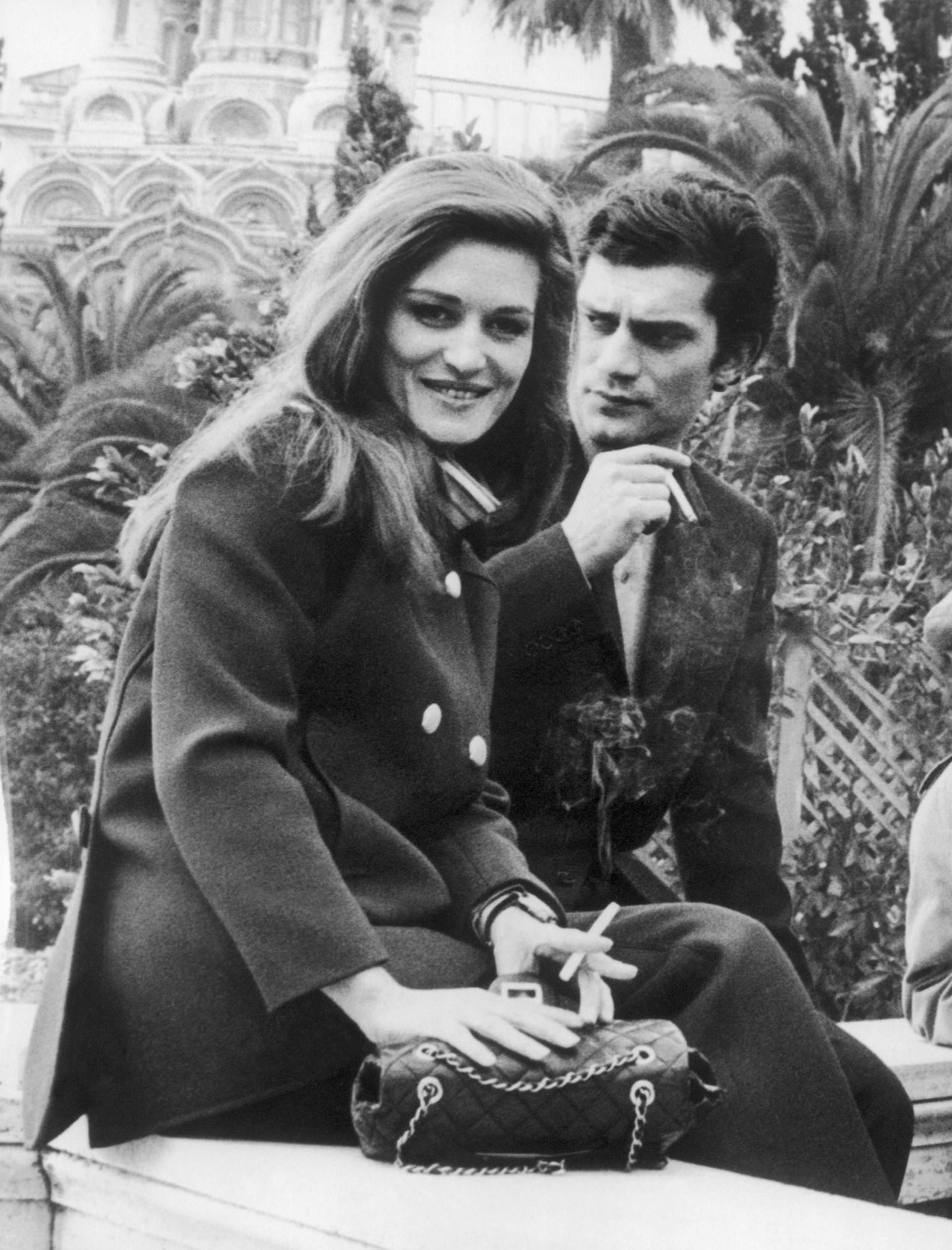
Dalida e Luigi Tenco em Sanremo, 1967.

Na mesma noite, o cantor foi encontrado por Dalida, morto  em seu quarto no hotel Savoy, de Sanremo, o que levou a opinião pública a pensar na possibilidade de um suicídio.
Um mês após a morte de Tenco, Dalida também tentou o suicídio ingerindo barbitúricos, mas sobreviveu.

### A misteriosa morte
Naquela noite, foi a própria Dalida a encontrar o corpo de Luigi no quarto do hotel com uma ferida de bala na cabeça. Foi encontrado um bilhete supostamente escrito por Tenco, no qual ele dizia que seu ato se tratava de um protesto contra o resultado do festival.
A princípio, tudo indicava que se tratava realmente de um suicídio. Todavia, existem estranhos indícios que poderiam apontar para a hipótese de um homicídio.
No ano precedente, Luigi havia comprado uma pistola justamente para sua defesa pessoal. Outro aspecto estranho é o fato do corpo ter sido encontrado com uma ferida de arma de fogo na têmpora esquerda, quando ele era, na verdade, destro. Além disso, a bala que causou a sua morte nunca foi encontrada. Apesar desses e de outros indícios, o caso, na época, foi rapidamente arquivado.
Em 2005, devido à pressão da imprensa, o caso foi reaberto. O corpo foi exumado, mas, em janeiro de 2009, os peritos mais uma vez confirmaram a tese do suicidio e o caso foi definitivamente arquivado.
Porém, devido àquelas evidências que nunca puderam ser explicadas, muitos ainda hoje acreditam que Tenco, na verdade, foi morto por um motivo desconhecido.

### Discografia
A obra musical de Luigi Tenco se divide em três períodos, cada um correspondente à gravadora para a qual trabalhava no momento. O primeiro foi gravado com a Ricordi (1959-1963); o segundo com a Jolly (1964-1965) e o último com a RCA (1966-1967).